# UGC 2798
PGC 13400 = UGC 2798 ist eine Spiralgalaxie vom Hubble-Typ SABbc im Sternbild Perseus am Nordsternhimmel. Sie ist schätzungsweise 225 Millionen Lichtjahre von der Milchstraße entfernt. Gemeinsam mit UGC 2836 und UGC 2837 bildet sie die Galaxiengruppe "LGG 101".

## UGC 2798-Gruppe (LGG 101)
| Galaxie   | Alternativname | Entfernung/Mio. Lj |
| --------- | -------------- | ------------------ |
| PGC 13400 | UGC 2798       | 228                |
| UGC 2836  | PGC 13707      | 227                |
| UGC 2837  | PGC 13704      | 224                |